# Saurer 4TIILM

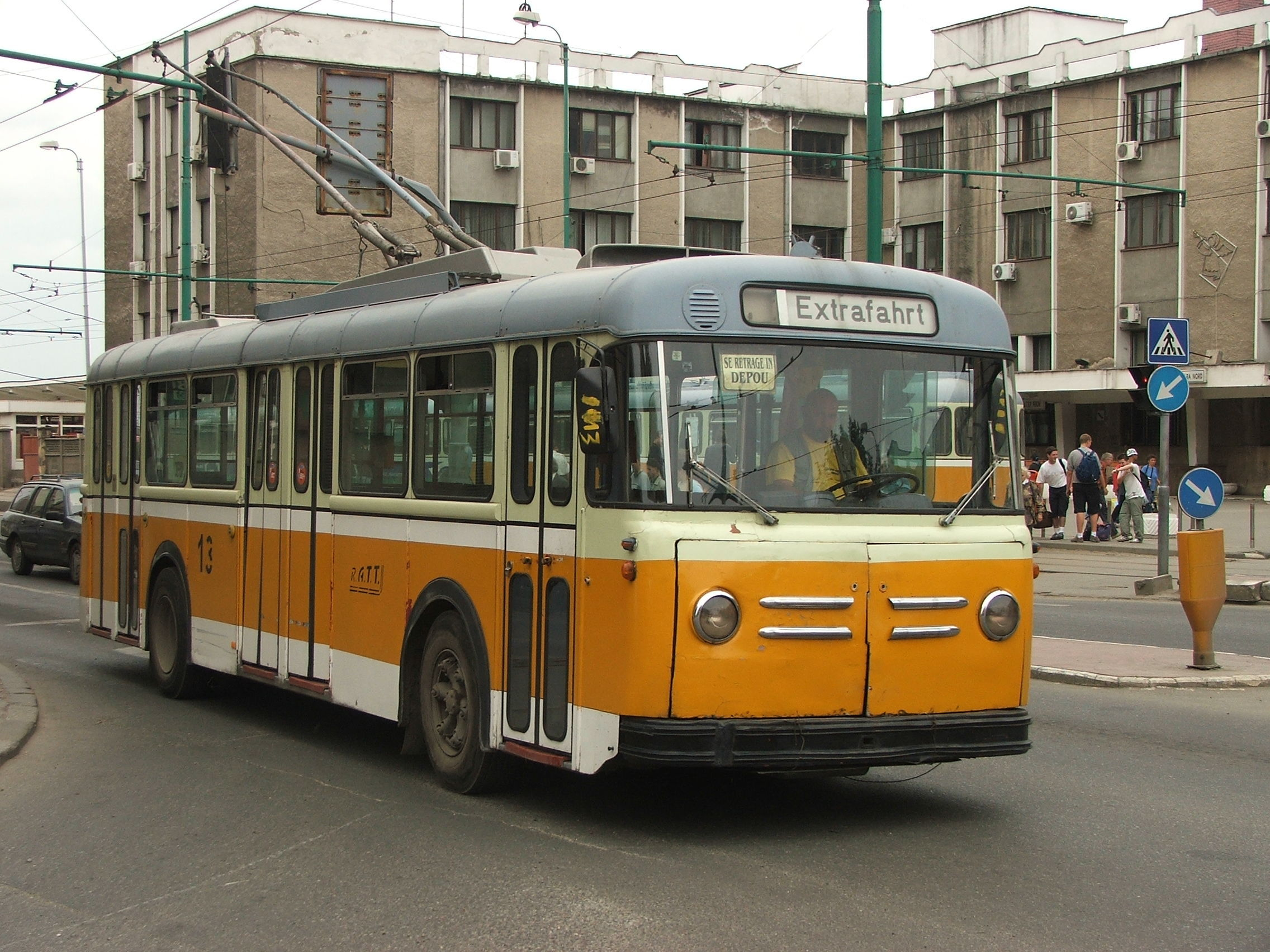
Timișoara: filobus Saurer 4T ex-Winterthur n. 56, ora n. 13 della RATT

Il Saurer 4TIILM BBC è un modello di filobus realizzato in Svizzera nella seconda metà degli anni '50.

## Caratteristiche
È un filobus a due assi lungo 11 metri con guida a sinistra, cinque porte con due ante, parabrezza rettangolare diviso in due parti, prodotto dall'industria elvetica Saurer AG, con equipaggiamento elettrico fornito dalla BBC (Brown, Boveri & Cie). Nella parte posteriore un perno consente l'aggancio di un rimorchio filoviario, sempre di costruzione svizzera.

## Diffusione
Era un modello presente dal 1957 nel parco aziendale del VBSG, azienda di trasporto pubblico nella città di San Gallo in Svizzera che ne aveva commissionati 12 alla Saurer e li aveva classificati con le matricole 119-130. Nel 1992 la "MZK" di Varsavia acquisì tali vetture ed anche 8 rimorchi; questi mezzi circolarono fino allo smantellamento della rete filoviaria nel 1995. Queste vetture, dopo essere state accantonate per vario tempo, furono cedute ad altre aziende o destinate a musei dei trasporti. Il filobus acquisito dal museo di Gdynia nel 2001, raffigurato nella scheda tecnica, è stato completamente restaurato e nel 2003, per celebrare i 60 anni del servizio filoviario in città, è tornato a circolare come veicolo storico: a San Gallo era il n. 128, a Varsavia il T-014 ed ora, a Gdynia, il 3300.

## Particolarità
Questa ed altre vetture simili hanno mantenuto la livrea originale avana-verde con tetto grigio; anche quelle non restaurate, nonostante gli anni trascorsi, presentano la carrozzeria in discreto stato di conservazione, essendo in alluminio, con le matricole attribuite a San Gallo nel 1957.

## Modello similare
Un Saurer 4T, ex-Winterthur n. 56, faceva ancora parte nel 2005 del parco circolante della RATT di Timișoara, in Romania, dove era stato riclassificato col numero 13. La vettura è stata recentemente restaurata con la colorazione originale di Winterthur (grigio-bianco-rosso) e conservata come filobus storico.